# Стуршенська потвора
Стуршенська потвора, також відома як Біргер (швед. Storsjöodjuret) — нерозпізнана таємнича тварина чи група тварин (криптид), чию появу зафіксовано на шведському озері Стуршен. Озеро є найбільшою за кількістю води прісноводною водоймою північної Швеції. Разом зі Сніговою людиною (єті, біґфутом) та шотландською Нессі є найбільшим викликом для сучасних криптозоологів. Більшість науковців вважають зібрані на сьогодні докази непереконливими.

## Загальний опис
Стуршенську потвору місцеві жителі, згідно переказів та давніх свідчень, описують як велику змію або ж водяну рептилію з декількома горбами на спині й собачою (або ж котячою) головою. Зазвичай вказують довжину більше 6 метрів та горби на спині.

## Легенда
Давно два тролі Ята і Ката варили в своїх чанах чарівний трунок-ель на березі озера Стуршен. День у день, тиждень за тижнем, довгі роки вони виварювали своє вариво, додаючи в нього все нові і нові компоненти. Весь цей час вони не знали, що у них вийде і були вкрай здивовані результатом, коли одного вечора з одного з котлів пролунав дивний звук, одночасно схожий на виття, стогін і плач. А потім раптом пролунав сильний вибух, і дивовижна, схожа на чорну змію, істота з котячою головою вистрибнула з котла і пірнула в озеро. У воді їй дуже сподобалося, і чудище розрослося до неймовірних розмірів, почавши, з часом, вселяти страх у людей, що жили довкола озера й спостерігали його. Врешті-решт, та потвора виросла до таких розмірів, що змогла, пропливши навколо острова Фрьосен, схопити себе за власний хвіст. Кеттіль Рунске (Kettil Runske) за допомогою вкрадених у Одіна могутніх рун зумів зв'язати Стуршеудьюрета (потвору) і ув'язнити його в камінь, який і по нині стоїть на острові Фрьосен. Змій і руни, що його сковують — зображені на тому камені і, згідно з пророцтвом, одного разу з'явиться людина, здатна зрозуміти руни, яка, прочитавши їх, випустить монстра на свободу.

## Історія свідчень
Загалом, вперше суспільний резонанс по монстру озера Стуршен припав на кінець 19-го століття. Про потвору написали загальношведські видання, а поголос дійшов навіть до короля. Завдяки королівській опіці Оскара ІІ, було створену групу ентузіастів-дослідників, які почали збирати свідчення про це явище в місцевих мешканців. Хоча, значної наукової сили ці дані не принесли, але описи явища тогочасними очевидцями мали значний потенціал для майбутніх поколінь дослідників.

## Феномен в масовій культурі
Інформація про Стуршенську потвору в XX столітті вийшла за межі краю, завдяки публіцистичним публікаціям-розвідкам. Відтак шведські письменники, журналісти та працівники культурної сфери почали, час від часу, експлуатувати цю тему в своїх творах. Здебільшого це книжки та інформаційні сюжети на телебаченні.
Книжки:
- «Storsjöodjuret» (2013) → шведського письменника Йонаса Мострьома (Jonas Moström);
- «Storsjöodjuret» (1959) → шведського письменника Кнута Сведєланда (Svedjeland, Knut);
- «Musfar och storsjöodjuret» (1973) → шведської письменниці Інги Вестерланд (Westerlund, Inga);

Відео-сюжети:
- Відео з дослідження озера [Архівовано 17 листопада 2015 у Wayback Machine.]